# Біново
Біново (пол. Binowo, нім. Binow) — село в Польщі, у гміні Старе Чарново Грифінського повіту Західнопоморського воєводства.
Населення — 285 осіб (2011).
У 1975-1998 роках село належало до Щецинського воєводства.

## Демографія
Демографічна структура станом на 31 березня 2011 року:
|          | Загалом | Допрацездатний вік | Працездатний вік | Постпрацездатний вік |
| -------- | ------- | ------------------ | ---------------- | -------------------- |
| Чоловіки | 147     | 34                 | 95               | 18                   |
| Жінки    | 138     | 31                 | 82               | 25                   |
| Разом    | 285     | 65                 | 177              | 43                   |